# Lista stadionów piłkarskich w Meksyku
Lista stadionów piłkarskich w Meksyku składa się z obiektów drużyn znajdujących się w Liga MX (I poziomie ligowym Meksyku) oraz Liga de Ascenso (II poziomie ligowym Meksyku). Na najwyższym poziomie rozgrywkowym znajduje się 18 drużyn oraz na drugim poziomie 15 drużyn, których stadiony zostały przedstawione w poniższej tabeli według kryterium pojemności, od największej do najmniejszej. Tabela uwzględnia również miejsce położenia stadionu (miasto oraz region), klub do którego obiekt należy oraz rok jego otwarcia lub renowacji.
Do listy dodano również stadiony o pojemności powyżej 20 tys. widzów, które są areną domową drużyn z niższych lig lub obecnie w ogóle nie rozgrywano mecze piłkarskie.
Na 5 stadionach z listy: Estadio Azteca w Meksyku, Estadio Cuauhtemoc w Puebla, Estadio Luis Dosal w Toluca, Estadio Jalisco w Guadalajarze oraz Estadio Guanajuato w León zostały rozegrane Mistrzostwa Świata w Piłce Nożnej 1970, które organizował Meksyk. Na Estadio Azteca w Meksyku został rozegrany finał tych mistrzostw.
Na 12 stadionach z listy: Estadio Jalisco i Estadio Tres de Marzo w Guadalajarze, Estadio Irapuato w Irapuato, Estadio Nou Camp w León, Estadio Azteca i Estadio Olímpico Universitario w Meksyku, Estadio Universitario i Estadio Tecnológico w Monterrey, Estadio Neza 86 w Nezahualcóyotl, Estadio Cuauhtémoc w Puebla, Estadio Corregidora w Queretaro oraz La Bombonera w Toluca zostały rozegrane Mistrzostwa Świata w Piłce Nożnej 1986, które organizował Meksyk. Na Estadio Azteca w Meksyku został rozegrany finał tych mistrzostw.
Legenda:

    – stadiony w budowie lub przebudowie

    – stadiony zamknięte lub zburzone

| Lp | Nazwa stadionu                              | Miejscowość              | Region                    | Drużyny                                                                   | Otwarty / renowacja | Pojemność      | Zdjęcie |
| -- | ------------------------------------------- | ------------------------ | ------------------------- | ------------------------------------------------------------------------- | ------------------- | -------------- | ------- |
| 1  | Estadio Azteca                              | Meksyk                   | Dystrykt Federalny Meksyk | Reprezentacja Meksyku, Club América                                       | 1966                | 105 000        |         |
| 2  | Estadio Olímpico Universitario              | Meksyk                   | Dystrykt Federalny Meksyk | Pumas UNAM, Pumas CU                                                      | 1952                | 68 954         |         |
| 3  | Estadio Jalisco                             | Guadalajara              | Jalisco                   | Club Atlas, Club Universidad de Guadalajara, C.D. Guadalajara (1960–2010) | 1960                | 63 713         |         |
| 4  | Estadio Omnilife                            | Zapopan                  | Jalisco                   | CD Guadalajara, Chivas Rayadas                                            | 2010                | 49 850         |         |
| 5  | Estadio Universitario                       | San Nicolás de los Garza | Nuevo León                | Tigres UANL                                                               | 1967                | 45 000         |         |
| 6  | Estadio Cuauhtémoc                          | Puebla                   | Puebla                    | Puebla FC                                                                 | 1968                | 42 648         |         |
| 7  | Estadio Morelos                             | Morelia                  | Michoacán                 | Monarcas Morelia                                                          | 1989                | 38 869         |         |
| 8  | Estadio Tecnológico                         | Monterrey                | Nuevo León                | CF Monterrey                                                              | 1950                | 36 485         |         |
| 9  | Estadio Corregidora                         | Querétaro                | Querétaro                 | Querétaro FC                                                              | 1985                | 35 575         |         |
| 10 | Estadio Azul                                | Meksyk                   | Dystrykt Federalny Meksyk | Cruz Azul                                                                 | 1946                | 35 161         |         |
| 11 | Estadio Alfonso Lastras Ramírez             | San Luis Potosí          | San Luis Potosí           | San Luis Fútbol Club (2002–2013), Atletico San Luis (2013–)               | 2002                | 35 000         |         |
| 12 | Estadio Caliente                            | Tijuana                  | Kalifornia Dolna          | Club Tijuana                                                              | 2007                | 33 333         |         |
| 13 | Estadio Sergio León Chávez                  | Irapuato                 | Guanajuato                | CD Irapuato                                                               | 1969                | 32 784         |         |
| 14 | Estadio Miguel Alemán Valdés                | Celaya                   | Guanajuato                | Club Celaya                                                               | 1954                | 32 300         |         |
| 15 | Estadio Universitario Alberto Chivo Cordova | Toluca                   | Meksyk                    | Potros UAEM                                                               | 1964                | 32 000         |         |
| 16 | Estadio Tres de Marzo                       | Zapopan                  | Jalisco                   | Estudiantes Tecos                                                         | 1971                | 30 015         |         |
| 17 | Estadio Corona                              | Torreón                  | Coahuila                  | Santos Laguna                                                             | 2009                | 30 000         |         |
| 18 | Estadio Hidalgo                             | Pachuca                  | Hidalgo                   | CF Pachuca                                                                | 1993                | 30 000         |         |
| 19 | Estadio Luis „Pirata” Fuente                | Veracruz                 | Veracruz                  | Tiburones Rojos de Veracruz                                               | 1967                | 30 000         |         |
| 20 | Estadio Tamaulipas                          | Tampico                  | Tamaulipas                | Tampico Madero                                                            | 1966                | 30 000         |         |
| 21 | Estadio León                                | León                     | Guanajuato                | Club León                                                                 | 1967                | 27 432         |         |
| 22 | Estadio Nemesio Díez                        | Toluca                   | Meksyk                    | Club Toluca, Atlético Mexiquense (1997–2005)                              | 1954                | 27 000         |         |
| 23 | Estadio Victoria                            | Aguascalientes           | Aguascalientes            | Club Necaxa                                                               | 2003                | 25 499         |         |
| 24 | Estadio Víctor Manuel Reyna                 | Tuxtla Gutiérrez         | Chiapas                   | Chiapas FC, Atlético Chiapas                                              | 1982                | 23 508         |         |
| 25 | Estadio Banorte                             | Culiacán                 | Sinaloa                   | Dorados de Sinaloa                                                        | 2003                | 23 000         |         |
| 26 | Estadio Olímpico Benito Juárez              | Ciudad Juárez            | Chihuahua                 | Indios UACJ                                                               | 1981                | 22 300         |         |
| 27 | Estadio Olímpico de la UACH                 | Chihuahua                | Chihuahua                 | Dorados Fuerza UACH, Indios de Chihuahua                                  | 2007                | 22 000         |         |
| 28 | Estadio Héroe de Nacozari                   | Hermosillo               | Sonora                    | Búhos de Hermosillo                                                       | 1985                | 21 175         |         |
| 29 | Estadio Carlos Iturralde                    | Mérida                   | Jukatan                   | Merida FC                                                                 | 1987                | 21 050         |         |
| 30 | Estadio Olímpico BUAP                       | Puebla                   | Puebla                    | Lobos BUAP, Lobos Prepa                                                   | 1992                | 20 700         |         |
| 31 | Estadio Andrés Quintana Roo                 | Cancún                   | Quintana Roo              | Atlante FC                                                                | 2007                | 20 000         |         |
| 32 | Estadio Neza 86                             | Nezahualcóyotl           | Meksyk                    | Toros Neza (1993–2002, 2010–2013, 2014–)                                  | 1981                | 20 000         |         |
| 33 | Estadio Agustín Coruco Díaz                 | Zacatepec                | Morelos                   | Club Zacatepec                                                            | 1964                | 18 000         |         |
| 34 | Estadio Francisco Villa                     | Zacatecas                | Zacatecas                 | Real Sociedad de Zacatecas                                                | 1986                | 18 000         |         |
| 35 | Estadio Marte R. Gómez                      | Ciudad Victoria          | Tamaulipas                | Correcaminos UAT                                                          | 1939                | 18 000         |         |
| 36 | Estadio 10 de Diciembre                     | Jasso                    | Hidalgo                   | Cruz Azul Hidalgo                                                         | 1964                | 17 000         |         |
| 37 | Unidad Deportiva Campus II                  | Ciudad del Carmen        | Campeche                  | Delfines del Carmen                                                       |                     | 15 000         |         |
| 38 | Estadio Centenario (Meksyk)                 | Cuernavaca               | Morelos                   | Club de Futbol Ballenas Galeana Morelos                                   | 1969/ 2009          | 14 800         |         |
| 39 | Estadio Altamira                            | Altamira                 | Tamaulipas                | Estudiantes de Altamira                                                   | 2003                | 13 500         |         |
| 40 | Estadio Benito Juárez                       | Oaxaca                   | Oaxaca                    | Alebrijes de Oaxaca                                                       | 1987                | 12 500         |         |
| 41 | Estadio Rafael Hernández Ochoa              | Coatzacoalcos            | Veracruz                  | Tiburones Rojos de Coatzacoalcos                                          |                     | 4 800          |         |
| -  | Estadio Corona                              | Torreón                  | Coahuila                  | Club Santos Laguna (1970–2009)                                            | 1970                | rozebrano 2009 |         |